# Mercury-P
Mercury-P (tiếng Nga: Меркурий-П) là tên của sứ mệnh dành cho phi thuyền quỹ đạo và tàu đổ bộ của cơ quan Vũ trụ Liên bang Nga có nhiệm vụ nghiên cứu Sao Thủy. Nghiên cứu ban đầu đề xuất một vụ phóng vào năm 2024,  nhưng do sự cố của tàu vũ trụ Fobos-Grunt, thời gian thực hiện đã bị hoãn lại đến ít nhất là năm 2030. Chữ P trong Mercury-P, là viết tắt của từ 'posadka' trong tiếng Nga, có nghĩa là hạ cánh.